# My Wife's Bonnet
My Wife's Bonnet è un cortometraggio muto del 1912 diretto da Chauncy D. Herbert (come C.D. Herbert).

## Produzione
Il film fu prodotto dalla Selig Polyscope Company.

## Distribuzione
Distribuito dalla General Film Company, il film - un cortometraggio di una bobina - uscì nelle sale cinematografiche statunitensi il 14 ottobre 1912.